# Sinularia maxima
Sinularia maxima is een zachte koraalsoort uit de familie Alcyoniidae. De koraalsoort komt uit het geslacht Sinularia. Sinularia maxima werd in 1971 voor het eerst wetenschappelijk beschreven door Verseveldt. 